# 町中華
町中華（まちちゅうか）とは、日本の各地域に根ざした大衆的な中華料理店のこと。大衆中華料理店（たいしゅう ちゅうか りょうりてん）若しくは中華屋（ちゅうかや）とも呼ばれる。主に日本式中華料理を提供する。

## 概要
閑散とした住宅街や田舎町にぽつんとした佇まいで何十年も続いていたり、町中華を取り上げたグルメ番組が人気であったりと、根強いファンの多いビジネスである。「町中華」としての明確な定義はなく、強いていえば、「昔から続いている町の中華料理店」「個人営業やのれん分けでやっている店」であるが、店によっても味は異なる。
「町中華探検隊」隊長でライターの北尾トロは、メニューや見た目などから、町中華を定義しようとしていたが、すぐ例外になるようなお店が現れることから「町中華は定義できない」という境地に至っているが、著書では「昭和以前に開業」「1000円以内で満腹」「多様なメニュー」「マニュアルがない」「店主が個性的」を挙げている。また、老舗の町中華が生き残る要因として「味」「地元の常連客の存在」「家賃や人件費がかからないこと」「接客マニュアルがないこと」を挙げている。